# Maria Johanna Görtz
Maria Johanna Görtz, ofta kallad Jeanette Görtz, född 1783, död 1853, var en svensk konstnär, tecknare. Hon var ledamot i kungliga konstakademien.
Dotter till munskänken Johan Hindrik Görtz. Hon lät ställa ut flera av sina teckningar med motiv av blommor och fåglar vid en utställning på målarakademin 1803, vilka imponerade så på konstakademien att de skrev ett brev till henne där de uttryckte sin uppskattning över hennes verk. Efter ännu en utställning 1804 valdes hon in som ledamot i akademien, och året därpå hade hon en tredje framgångsrik och omtalad utställning. Hon deltog i Götiska förbundets konstutställning i Göteborg 1818. Hon deltog i många konstutställningar med sina verk mellan 1803 och 1826.